# Michael Jung
Michael Jung (* 31. července 1982 Bad Soden) je německý reprezentant v jezdecké soutěži všestranné způsobilosti (military), čtyřnásobný olympijský vítěz.
Sportovat začal v šesti letech pod vedením otce, mistra Německa v jezdectví Joachima Junga. V roce 2003 složil trenérské zkoušky. Na olympijských hrách debutoval v roce 2012, kdy na koni Sam získal zlatou medaili v soutěži jednotlivců i družstev. V roce 2016 Jung se Samem obhájili titul v individuální kategorii, německé družstvo obsadilo druhé místo za Francií.
Je také pětinásobným mistrem Německa, dvojnásobným vítězem Světových jezdeckých her (2010 jednotlivci a 2014 družstva) a šestkrát získal zlatou medaili na mistrovství Evropy v soutěži všestranné způsobilosti (v letech 2011, 2013 a 2015 vyhrál individuální i týmovou soutěž). V roce 2016 se stal po Britce Pippě Funnellové druhým držitelem jezdeckého grandslamu, když vyhrál v jednom roce Rolex Kentucky, Badminton Horse Trials a Burghley Horse Trials. V tomtéž roce mu Německá jezdecká federace jako nejmladší osobě v historii udělila titul Reitmeister. Je rovněž držitelem vyznamenání Silbernes Lorbeerblatt.